# Centro visite del parco faunistico e delle riserve naturali del Monte Amiata
Il centro visite del parco faunistico e delle riserve naturali del Monte Amiata è una struttura museale situata nel centro storico di Arcidosso, nei pressi della rocca aldobrandesca, e costituisce il polo didattico del parco faunistico e delle riserve del Monte Amiata.

## Storia
Il centro visite, realizzato principalmente con un finanziamento Leader II della Comunità Montana Amiata Grossetano, più altri contributi dalla Provincia di Grosseto, è stato inaugurato nel 2003. Il museo didattico rappresenta innanzitutto il centro di riferimento per il Parco faunistico del Monte Amiata, ma anche per le riserve naturali presenti nel territorio amiatino – Monte Labbro, Pescinello, Rocconi, Poggio all'Olmo, Santissima Trinità, Monte Penna – e altre realtà naturalistiche di interesse comunitario (SIC). Dal 2005 è uno dei musei inseriti nel Sistema museale Amiata grossetano, così come anche nella rete provinciale Musei di Maremma. Attualmente il centro visite è aperto solo su prenotazione.

## Edificio
L'edificio in cui è situato il centro visite è un palazzo ottocentesco, il cui impianto risale probabilmente al XVIII secolo, posto nella piazzetta all'interno del perimetro della rocca aldobrandesca. Già scuola materna, oggi ospita, insieme al museo, anche la sede della banda di Arcidosso Per rallegrar la gente e un'esposizione sulla comunità tibetana di Merigar West, inaugurata nel 2011 per festeggiare i trent'anni dall'insediamento sul Monte Labbro. Sulla facciata intonacata è posizionato, sopra il portone d'ingresso, lo stemma del Comune.

## Sale espositive
L'obiettivo del centro è di fornire al visitatore un quadro generale riguardante l'ambiente del territorio del Monte Amiata, al fine di corredare la visita, prettamente didattica, con le escursioni sul campo nelle riserve naturali e presso il parco faunistico. Il museo dispone di cinque sale arredate con cartografie, diorami, esposizioni grafiche.
La prima sala ha funzione introduttiva e vi è situata un'area per la proiezione dei filmati: due pannelli illustrano le finalità del centro visite e riassumono tutto ciò che esso contiene. La seconda sala è dedicata ai minerali e qui vengono fornite informazioni riguardanti le scienze della terra, l'idrogeologia e la geofisica del Monte Amiata; nella sala è allestita un'esposizione di minerali corredata da quattro pannelli esplicativi: le risorse idriche, geologia, geofisica e idrogeologia dei campi geotermici del Monte Amiata; la carta geografica della Toscana meridionale; minerali, rocce e fossili del comprensorio amiatino; e infine la carta della vulnerabilità dell'acquifero del Monte Amiata. La terza sala, la più piccola del centro visite, riproduce su un pannello la carta della vegetazione del parco faunistico e della riserva naturale del Monte Labbro. La quarta sala è dedicata ai boschi e in modo particolare ai funghi, riprodotti con calchi in resina: interessante, a questo scopo, il diorama che riproduce la faggeta, uno dei principali habitat boschivi ove i funghi crescono, con la ricostruzione reale di un'area del Poggio Trauzzolo con tanto di capriolo. Infine, nella quinta sala, dedicata al tema dell'acqua, è situato un altro diorama che rappresenta un tipico angolo di un ecosistema fluviale, riferendosi ad un sito reale del fosso dell'Onanzio, situato all'interno del parco faunistico.
Presso la biblioteca comunale di Arcidosso è possibile accedere all'archivio e fototeca del museo.